# Caroline Graham Hansen
Caroline Graham Hansen (Oslo, 18 de febrer de 1995) és una jugadora de futbol professional noruega, que juga com a davantera amb el Futbol Club Barcelona (femení) i és internacional amb Noruega. Ha jugat a Noruega, Suècia i Alemanya. Quan jugava al Wolfsburg va patir diverses lesions greus entre 2015 i 2018. Malgrat això, va arribar a dues finals de la Lliga de Campions amb el club, a més d'aconseguir 3 títols de Bundesliga i 5 Copes d'Alemanya. També va ser subcampiona d'Europa amb la selecció. El 2019 va fitxar pel FC Barcelona, on va prendre un rol protagonista per les seves assistències i va aconseguir diversos títols nacionals i internacionals, entre els quals destaquen 3 Lligues de Campions (2021, 2023 i 2024), 5 lligues, 3 copes i 3 supercopes.
Potent extrem de banda dreta, a principis de la dècada del 2020 era considerada una de les millors futbolistes en actiu, tot i no haver aconseguit cap guardó a nivell individual.

## Trajectòria

### Stabæk (2010-2013)
El primer equip de futbol professional de Graham va ser el Stabæk, de la ciutat noruega Bærum, quan tenia 15 anys. El dia de debut a la Toppserien va ser el 29 d'agost davant del FK Donn, Hansen va entrar al minut 73 substituint Solveig Gulbrandsen i aconseguint una assistència de gol en un partit amb un resultat favorable de 3-0. El Stabæk es proclamà campió de la Lliga a la 21a jornada amb la victòria davant del SK Trondheims-Ørn per 3-0 amb el segon gol de Hansen.

### Tyresö (2013)

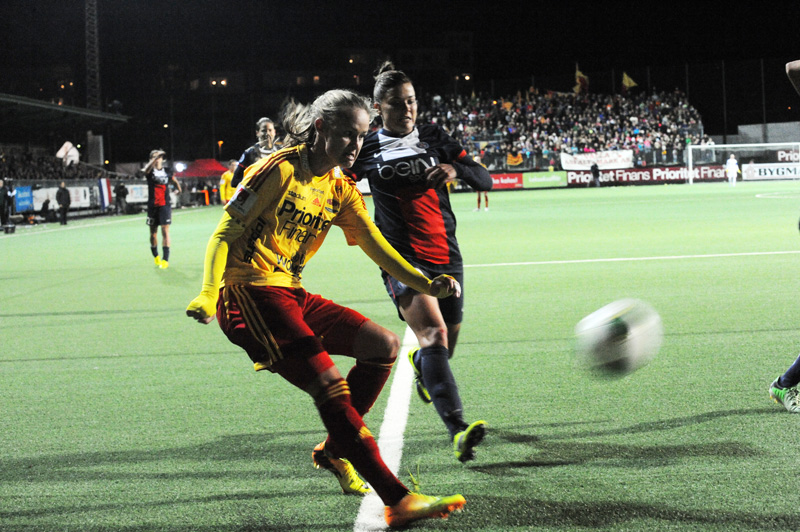
Caroline Graham Hansen jugant al Tyresö FF l'any 2013.

L'agost del 2013 es fa oficial el fitxatge de Graham per l'equip suec de la Damallsvenskan el Tyresö FF. Després de disputar 7 partits a la temporada, 5 dels quals va començar des de l'inici, Hansen acaba la temporada amb 3 gols i 3 assistències. Va participar en la Lliga de Campions 2013-14 a l'anada de setzens de final davant del PSG, on va jugar d'inici i va ser substituïda al minut 74. També va jugar 60 minuts des de l'inici al partit de tornada que va acabar amb empat a 0, on va ser substituïda per la seva futura companya d'equip al FC Barcelona Jenni Hermoso. En la següent eliminatòria, davant del Fortuna Hjørring també va disposar de minuts al entrar al minut 69, en un partit que va acabar amb un marcador de 1 a 2 favorable a l'equip suec. De la mateixa manera que els partits anteriors, Graham va poder jugar el partit de tornada entrant al camp al minut 67. El partit va acabar amb victòria per 0-4, aconseguint un resultat combinat de 6-1. Hansen ja no va jugar més partits de Champions pel seu equip durant la temporada 2013-2014, que van acabar arribant a la final i perdent contra el VfL Wolfsburg per 3-4.

### Tornada a Stabæk (2014)
A causa dels problemes econòmics del Tyresö i els seus desitjos de continuar amb els estudis a Noruega Graham va decidir tornar al Stabæk el gener del 2014. En aquesta temporada va disputar 631 minuts en 9 partits marcant 2 gols. Després de la participació a la Champions la temporada anterior va atreure les mirades de la resta de clubs d'Europa.

### Wolfsburg (2014-2019)

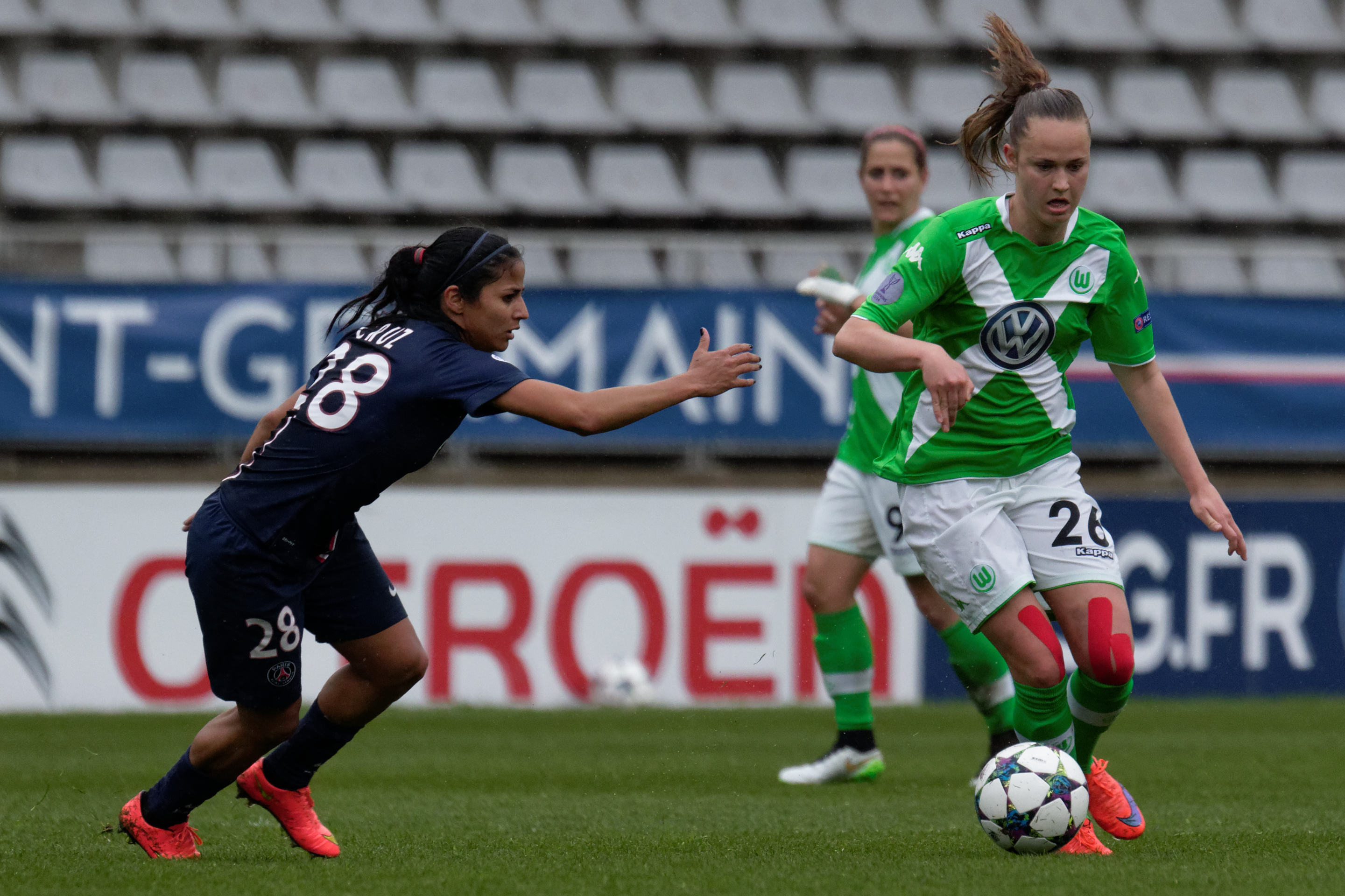
Graham Hansen amb el Wolfsburg el 2015.

El 8 de maig de 2014 el Wolfsburg anuncia a Graham com a segon fitxatge de la temporada després de Babett Peter per les següents 2 temporades fins al 2016. En la seva primera temporada a la Frauen-Bundesliga va jugar 1049 minuts en 7 partits on va poder marcar 7 gols. Cap al final de la seva primera temporada al club alemany, Caroline va ser diagnosticada de tendinitis rotuliana. Aquesta lesió va acabar destruint la major part del tendó del seu genoll, fet que va provocar diversos problemes de lesions durant llargues èpoques al club. La lesió la va deixar fora de la Lliga de Campions 2014-15 i de la Copa Algarve de 2015 amb la seva selecció nacional i tampoc va poder disputar la Copa del Món d'aquell any.
Durant la segona part de la temporada 2015-16, Caroline va tornar a patir una altra lesió al genoll, una fractura de ròtula. En aquesta situació, va tornar a ser apartada de la dinàmica del Wolfsburg que van aconseguir classificar-se per a la final de la Lliga de Campions 2015-16, però van ser derrotades per 4-3 en els penals davant l'Olympique de Lió després d'un empat 1-1 en el temps reglamentari.
El novembre de 2016, va tornar a patir una fractura a la cama en un partit de la Bundesliga contra l'FFC Frankfurt que la va deixar fora de joc durant dos mesos. Després de recuperar-se de la seva fractura de cama, Caroline va tenir el seu partit de retorn a la Lliga de Campions 2016-17, on el Wolfsburg es va enfrontar novament a l'Olympique Lyonnais pels quarts de final. En el partit de tornada, Graham va marcar des del punt de penal al minut 82, però les eventuals campiones van guanyar 2-1 al global. Més tard aquella temporada, el Wolfsburg va aconseguir el doblet per primera vegada en la seva història, guanyant el seu primer títol de lliga amb el club i derrotant el SC Sand 2-1 a la final de la Copa de futbol femení d'Alemanya, la DFB-Pokal de 2017.
El febrer de 2018, Graham va signar la renovació del seu contracte amb l'entitat alemanya per un any més fins a 2019. Deixant les lesions enrere va tenir una major continuïtat a l'equip, durant la temporada 2017-18 i va contribuir a guanyar per segona vegada el títol de la Bundesliga. Posteriorment, les Wölfinnen van enfrontar-se a la final de la DFB-Pokal de 2018 al Bayern Múnic. Van empatar sense gols i el títol es va haver de definir a la tanda de penals, on Caroline va marcar el penal decisiu assegurant el seu segon doblet domèstic amb el club.
Tot i haver disputat els 120 minuts del matx, Graham va acabar-lo lesionada, i menys d'una setmana després, disputaven la final de la Lliga de Campions 2017-18 novament davant l'Olympique Lyonais. En el partit, Hansen va començar com a titular, però, va patir dolor després d'un quart d'hora i va haver de ser substituïda en l'entretemps. La final va anar a la pròrroga on van perdre per 4-1.
En la seva darrera temporada amb el Wolfsburg, Caroline va decidir no renovar el seu contrato que expirava el 2019 malgrat les ofertes del propi club. Van guanyar la DFB-Pokal de 2019 por cinquena vegada, jugant els 90 minuts de la final contra el SC Freiburg que va acabar 1-0. Les Wölfinnen també van revadilar el títol de lliga, el seu tercer títol amb el club.

### FC Barcelona (2019-actualitat)

#### Temporada 2019-20
El 20 de maig del 2019 el FC Barcelona anuncia el fitxatge de Graham, que arriba procedent del Wolfsburg al acabar-se el contracte. El club català li ofereix un contracte per a dues temporades, fins al 2021. Després de la celebració del Mundial de Futbol que va tenir lloc a França, on la Noruega de Graham va arribar a quarts de final, el 29 de juliol Graham es va estrenar amb el seu nou club entrenant-se a les instal·lacions esportives de la Ciutat Esportiva Joan Gamper. Al diumenge 4 d'agost Graham va marcar el primer gol amb l'equipació blaugrana en un partit de pretemporada contra l'AEM Lleida, que el club barceloní va guanyar amb un resultat de 13-0. L'11 d'agost el FC Barcelona va jugar el segon amistós de la temporada davant de l'Olympique de Marseille a la Ciutat Esportiva Joan Gamper. Hansen va poder jugar més minuts amb l'equip blaugrana. El tercer partit de pretemporada del Barça va ser davant l'Arsenal a Anglaterra. En un partit on les blaugranes van haver de remuntar un gol de Katie McCabe al minut 36 Graham va ser clau amb les 3 assistències. La primera a Oshoala per marcar l'1 a 2 al minut 45, la segona per a Pina que marcava l'1 a 4 i finalment a Pina un altre cop per fer el definitiu 2 a 5. En el quart i últim partit de pretemporada, davant del Montpellier HSC, Graham també va començar en l'11 inicial fins a ser substituïda al minut 71, aquest partit també va acabar amb victòria per a l'equip català (1-0).
El primer títol de Graham amb el FC Barcelona el va aconseguir el 24 d'agost davant de l'Espanyol. La victòria per 4 a 0 a l'Estadi Municipal de Palamós - Costa Brava donava al conjunt blaugrana el Trofeu de la Copa de Catalunya. Hansen hi va participar amb una assistència a Mariona Caldentey que marcà el segon gol del partit.
El primer partit de Lliga va ser el 7 de setembre davant del CD Tacón a l'Estadi Johan Cruyff. Es tractava del primer partit que jugava l'equip en aquest nou estadi que va ser inaugurat el 27 d'agost. L'equip local va guanyar el partit amb la qual seria la golejada més amplia de Lliga (9-1). Graham va tenir un paper important en el partit ja que va disputar 73 minuts i va provocar el gol en pròpia de Lucía Suárez que va representar el tercer per al conjunt local al minut 36, va crear una assistència que va acabar amb gol de Mariona Caldentey al minut 40 i que suposava el quart i va acabar arrodonint la seva participació marcant el sisè gol al minut 70. En els partits posteriors de Lliga, el FC Barcelona va guanyar 19 partits dels 21 que va disputar, concedint només 2 empats davant del Rayo Vallecano i l'Atlètic de Madrid. A causa de la pandèmia de la Covid-19 la RFEF va decidir donar per acabada la Lliga i proclamar el FC Barcelona campió.
El 9 de febrer Graham va guanyar la Supercopa d'Espanya al derrotar primer l'Atlètic de Madrid (2-3) a les semifinals a l'Estadi Helmántico de Castella i Lleó amb una assistència i al golejar la Reial Societat per 1-10 a la final on Hansen va marcar el cinquè gol de l'equip català.
La competició de la Champions League es va veure interrompuda per la pandèmia de la Covid-19 i per això els partits de semifinals es van posposar fins al 21 d'agost. El partit davant de l'Atlètic de Madrid es va celebrar sense espectadors a l'estadi de San Mamés on Graham va disputar tot el partit i va acabar amb victòria per 1 a 0 i classificant-se per a la final on Hansen es trobaria el seu exequip, el Wolfsburg. La final, que es va celebrar a l'estadi d'Anoeta el dia 25 d'agost va acabar amb derrota per la mínima del FC Barcelona, tot i que Hansen va tenir oportunitats de marcar gol en els 90 minuts que va jugar. En el millor equip del torneig creat per analistes de la UEFA Caroline Graham Hansen va formar-ne part, amb les seves companyes d'equip Sandra Paños, Kheira Hamraoui i Jennifer Hermoso.
A finals del 2019, seria inclosa entre les millors 100 futbolistes de l'any segons el diari The Guardian, ocupant la posició 15. Posteriorment, seria guardonada per la Federació Noruega de Futbol amb el Gullballen a la Millor Jugadora Noruega del 2019, sent la segona dona en obtenir el trofeu.

#### Temporada 2020-21
Les blaugranes van tornar a la lliga espanyola el 4 d'octubre de 2020 davant del Real Madrid CF que va acabar en victòria del Barça per 4-0, amb dues assistències de Graham. Al final d'aquell any, Graham Hansen va ser nominada per segona vegada per al Premi The Best FIFA de 2020 al costat de la seva companya Jennifer Hermoso, on finalment obtindria el quart lloc. D'altra banda, la Federació Noruega de Futbol la va premiar per segon any amb el Gullballen 2020 com la millor futbolista noruega de l'any. Addicionalment, tornaria a ser inclosa entre les millors 100 jugadores del món per The Guardian, aquesta vegada pujant a la vuitena posició.
Graham va començar el 2021 disputant un partit al Camp Nou per la Lliga Iberdrola, a manera de commemoració del primer partit de futbol femení a l'estadi, aquest va ser davant del R. C. D. Espanyol. Graham Hansen va ser titular i es va convertir en el primer futbolista noruec (masculí o femení) en debutar-hi com a local, a més de donar l'assistència del primer gol a Alexia Putellas, a la sortida d'un corner de Caroline. El partit va acabar 5-0. Aproximadament una setmana després, el club blaugrana va fer oficial la renovació del seu contracte estenent-se fins al 2023.
A la Lliga de Campions 2020-21, el Barça es va enfrontar als setzens de final al PSV Eindhoven neerlandès. Graham va marcar dos gols que van contribuir al marcador global per 8-2. El Barcelona va superar el Fortuna Hjørring als vuitens de final, i en la fase següent, es va enfrontar al Manchester City. En el partit d'anada Graham va començar de titular, però es va retirar coixejant del camp al minut 62 per una lesió al genoll. No va ser de gravetat i va estar novament disponible pel partit de tornada, on va assistir a Asisat Oshoala en l'únic gol del Barcelona al partit, que va acabar amb resultat global de 4-2. El Barça es va enfrontar al Paris Saint-Germain en la seva eliminatòria de semifinals. Al partit de tornada, Graham va assistir Lieke Martens en el segon gol. El 16 de maig de 2021, es va disputar la final contra el Chelsea FC. Amb Caroline com titular, la noruega va marcar el quart gol de les blaugranes al minuto 36 para segellar la golejada. Graham va jugar els 90 minuts de la final i va aixecar d'aquesta forma el seu primer títol europeu després de les dues derrotes en finals de Lliga de Campions, a més d'haver superat les seves lesions.
Al final de la temporada, Graham va ser inclosa a l'Equip Ideal de la Lliga de Campions de la temporada juntament amb set companyes del Barcelona, amb un rendiment de 3 gols i 5 assistències en 9 partits. Més tard va ser inclosa com una de les nominades al premi a Davantera de la temporada de la Lliga de Campions, al costat de dues companyes d'equip. Addicionalment, va ser la màxima assistent del campionat de la Lliga Iberdrola 2020-21 amb 18 passades de gol.

#### Temporada 2021-22
El novembre de 2021, va deixar temporalment l'activitat esportiva després d'haver experimentat una freqüència cardíaca massa alta i molèsties al pit durant un partit. El club va anunciar que se li sotmetrien proves de diagnòstic cardíac com a resultat. Més tard, el club va anunciar que tornaria a jugar després de sotmetre's amb èxit al tractament per una malaltia cardíaca. El 7 de desembre va tenir l'alta mèdica i va entrar a la convocatòria pel següent partit corresponent a la cinquena jornada de la lligueta de la Lliga de Campions a camp de l'Arsenal. Graham va entrar a la segona part i va assistir a Jennifer Hermoso en el 0-4 definitiu. Després del partit va enviar un missatge d'agraïment a amics, família i metges.
El 6 de desembre l'IFFHS va fer públic l'equip ideal de l'any 2021, que la incloïa.
El primer títol de la temporada fou la Supercopa d'Espanya. En el partit de semifinal el FC Barcelona va vèncer el Reial Madrid per 1 a 0 gràcies a un gol d'Alexia Putellas al minut 91. A la final es van enfrontar a l'Atlètic de Madrid, que va acabar amb un resultat de 7 a 0. Graham va rebre el premi a la millor jugadora de la final per la contribució al seu equip, ja que va aconseguir fer tres gols i dues assistències. El segon títol de la temporada fou la Lliga, que el FC Barcelona va aconseguir sense perdre cap partit fins a ser campiones matemàticament amb un 5 a 0 contra el Reial Madrid la 24a jornada. En aquest partit Graham va forçar el quart gol blaugrana que es va marcar la defensa del Reial Madrid Babett Peter
La temporada 2023-2024, Graham va formar part de l'equip que va guanyar els quatre títols possibles (Supercopa, Copa, Lliga i Lliga de Campions) i va ser nomenada per la UEFA integrant de l'equip ideal de la competició.

## Palmarès

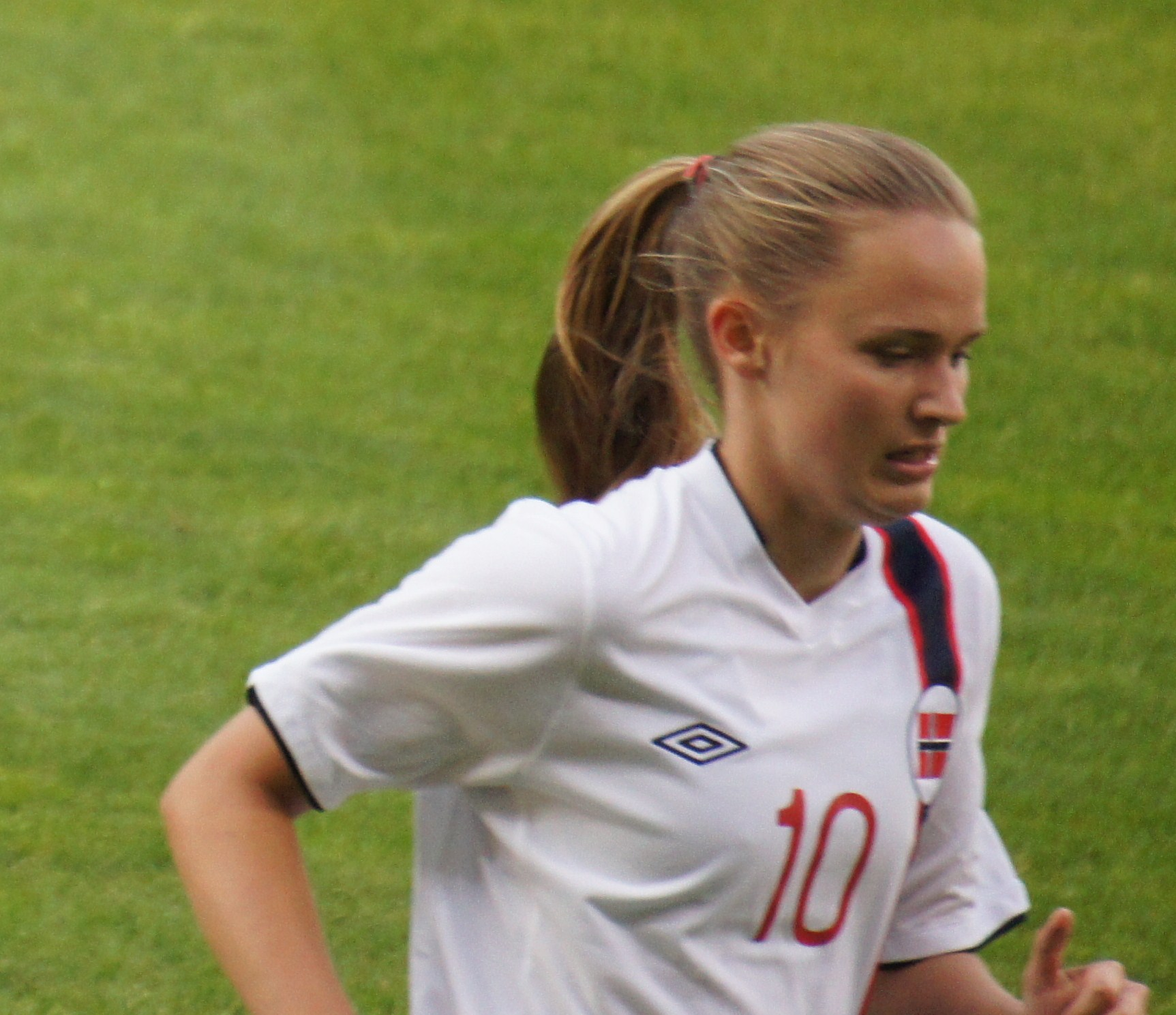
Caroline Graham Hansen amb la selecció noruega el 2013

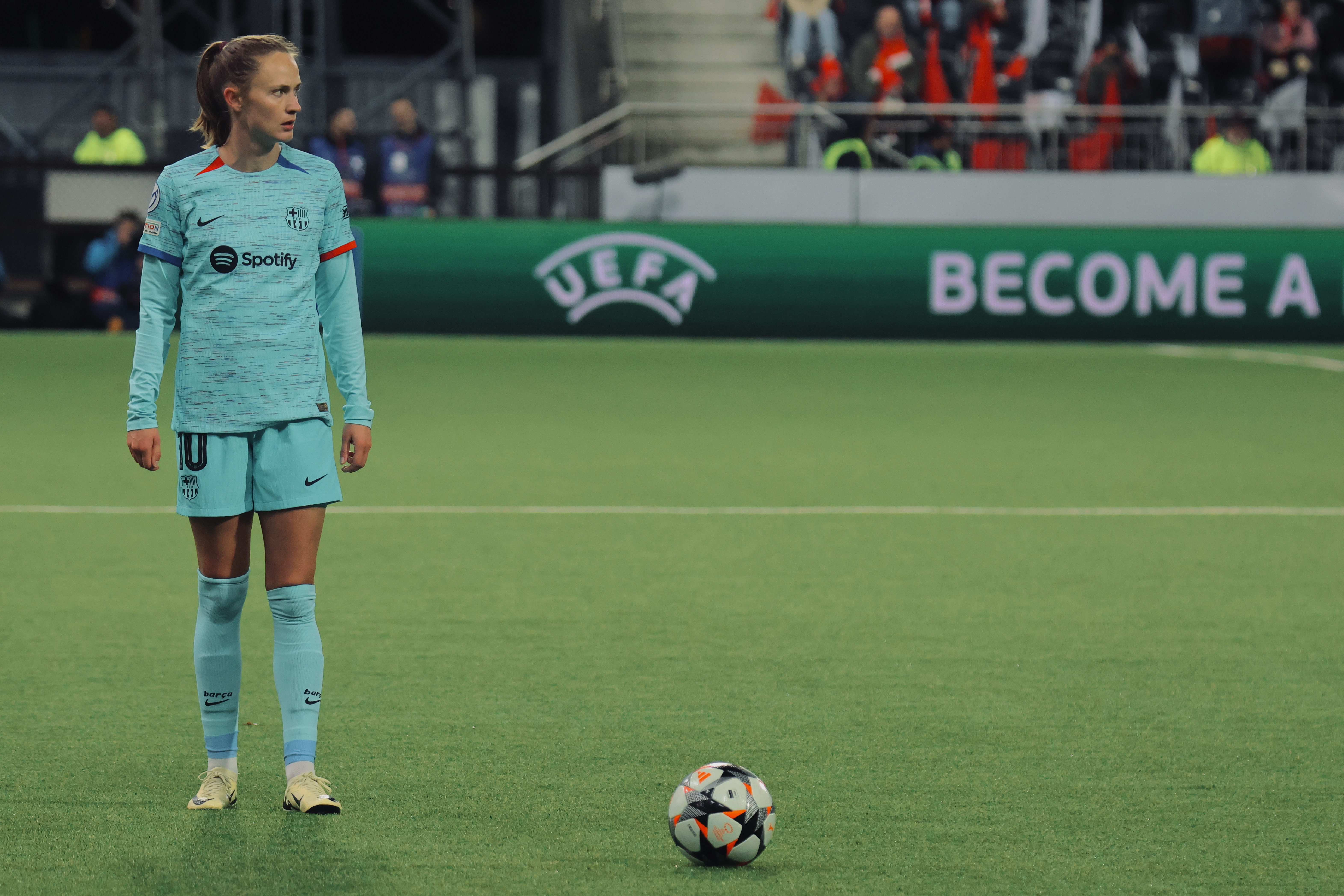
Durant un partit de Champions League amb el Barça.

### Campionats estatals[77]
| Títol               | Club          | País      | Any  |
| ------------------- | ------------- | --------- | ---- |
| Toppserien          | Stabæk IF     | Noruega   | 2011 |
| Copa de Noruega     | Stabæk IF     | Noruega   | 2011 |
| Copa de Noruega     | Stabæk IF     | Noruega   | 2012 |
| Toppserien          | Stabæk IF     | Noruega   | 2013 |
| Copa de Noruega     | Stabæk IF     | Noruega   | 2013 |
| DFB-Pokal Frauen    | VfL Wolfsburg | Alemanya  | 2015 |
| DFB-Pokal Frauen    | VfL Wolfsburg | Alemanya  | 2016 |
| DFB-Pokal Frauen    | VfL Wolfsburg | Alemanya  | 2017 |
| Frauen-Bundesliga   | VfL Wolfsburg | Alemanya  | 2017 |
| DFB-Pokal Frauen    | VfL Wolfsburg | Alemanya  | 2018 |
| Frauen-Bundesliga   | VfL Wolfsburg | Alemanya  | 2018 |
| DFB-Pokal Frauen    | VfL Wolfsburg | Alemanya  | 2019 |
| Frauen-Bundesliga   | VfL Wolfsburg | Alemanya  | 2019 |
| Copa Catalunya      | FC Barcelona  | Catalunya | 2019 |
| Lliga               | FC Barcelona  | Espanya   | 2020 |
| Copa de la Reina    | FC Barcelona  | Espanya   | 2020 |
| Supercopa d'Espanya | FC Barcelona  | Espanya   | 2020 |
| Lliga               | FC Barcelona  | Espanya   | 2021 |
| Copa de la Reina    | FC Barcelona  | Espanya   | 2021 |
| Supercopa d'Espanya | FC Barcelona  | Espanya   | 2022 |
| Lliga               | FC Barcelona  | Espanya   | 2022 |
| Copa de la Reina    | FC Barcelona  | Espanya   | 2022 |
| Lliga               | FC Barcelona  | Espanya   | 2023 |
| Supercopa d'Espanya | FC Barcelona  | Espanya   | 2023 |
| Lliga               | FC Barcelona  | Espanya   | 2024 |

### Campionats internacionals[77]
| Títol                         | Club         | Seu       | Any  |
| ----------------------------- | ------------ | --------- | ---- |
| UEFA Women's Champions League | FC Barcelona | Göteborg  | 2021 |
| UEFA Women's Champions League | FC Barcelona | Eindhoven | 2023 |
| UEFA Women's Champions League | FC Barcelona | Bilbao    | 2024 |

## Estadístiques

### Gols internacionals
| Gol | Dia                    | Seu                                               | Oponent             | Resultat | Competició                                                                           |
| --- | ---------------------- | ------------------------------------------------- | ------------------- | -------- | ------------------------------------------------------------------------------------ |
| 1   | 16 juny 2012           | Sarpsborg Stadion, Sarpsborg, Noruega             | Bulgària            | 11–0     | Eurocopa Femenina de Futbol 2013 classificatori                                      |
| 2   | 6 març 2013            | Municipal Stadium Bela Vista, Portimão, Portugal  | Japó                | 0–2      | Copa d'Algarve 2013                                                                  |
| 3   | 7 juliol 2013          | Melløs Stadion, Moss, Noruega                     | Rússia              | 2–3      | Amistós                                                                              |
| 4   | 7 juliol 2013          | Melløs Stadion, Moss, Noruega                     | Rússia              | 2–3      | Amistós                                                                              |
| 5   | 25 setembre 2013       | Ullevaal Stadion, Oslo, Noruega                   | Bèlgica             | 4–1      | Copa del Món Femenina de Futbol 2015 (UEFA) classificatori                           |
| 6   | 26 octubre 2013        | Sarpsborg Stadion, Sarpsborg, Noruega             | Albània             | 7–0      | Copa del Món Femenina de Futbol 2015 (UEFA) classificatori                           |
| 7   | 26 octubre 2013        | Sarpsborg Stadion, Sarpsborg, Noruega             | Albània             | 7–0      | Copa del Món Femenina de Futbol 2015 (UEFA) classificatori                           |
| 8   | 26 octubre 2013        | Sarpsborg Stadion, Sarpsborg, Noruega             | Albània             | 7–0      | Copa del Món Femenina de Futbol 2015 (UEFA) classificatori                           |
| 9   | 30 octubre 2013        | Kras Stadion, Volendam, Països Baixos             | Països Baixos       | 1–2      | Copa del Món Femenina de Futbol 2015 (UEFA) classificatori                           |
| 10  | 14 juny 2014           | Brann Stadion, Bergen, Noruega                    | Grècia              | 6–0      | Copa del Món Femenina de Futbol 2015 (UEFA) classificatori                           |
| 11  | 13 setembre 2014       | Niko Dovana Stadium, Durrës, Albània              | Albània             | 0–11     | Copa del Món Femenina de Futbol 2015 (UEFA) classificatori                           |
| 12  | 13 setembre 2014       | Niko Dovana Stadium, Durrës, Albània              | Albània             | 0–11     | Copa del Món Femenina de Futbol 2015 (UEFA) classificatori                           |
| 13  | 22 gener 2016          | La Manga Club Football Stadium, La Manga, Espanya | Romania             | 0–6      | Amistós                                                                              |
| 14  | 9 març 2016            | Woudestein Stadium, Rotterdam, Països Baixos      | Suïssa              | 2–1      | Classificatori per al Torneig de Futbol Femení als Jocs Olímpics d'Estiu 2016 (UEFA) |
| 15  | 15 setembre 2016       | Aker Stadion, Molde, Noruega                      | Kazakhstan          | 10–0     | Eurocopa Femenina de Futbol 2017 classificatori                                      |
| 16  | 15 setembre 2017       | Fredrikstad Stadion, Fredrikstad, Noruega         | Irlanda del Nord    | 4–1      | Copa Mundial Femenina de Futbol 2019 classificatori                                  |
| 17  | 19 setembre 2017       | Sarpsborg Stadion, Sarpsborg, Noruega             | Eslovàquia          | 6–1      | Copa Mundial Femenina de Futbol 2019 classificatori                                  |
| 18  | 19 setembre 2017       | Sarpsborg Stadion, Sarpsborg, Noruega             | Eslovàquia          | 6–1      | Copa Mundial Femenina de Futbol 2019 classificatori                                  |
| 19  | 28 novembre 2017       | Estadio Municipal de Marbella, Marbella, Espanya  | Canadà              | 3–2      | Amistós                                                                              |
| 20  | 10 abril 2018          | Shamrock Park, Portadown, Irlanda del Nord        | Irlanda del Nord    | 0–3      | Copa Mundial Femenina de Futbol 2019 classificatori                                  |
| 21  | 10 abril 2018          | Shamrock Park, Portadown, Irlanda del Nord        | Irlanda del Nord    | 0–3      | Copa Mundial Femenina de Futbol 2019 classificatori                                  |
| 22  | 12 juny 2018           | SR-Bank Arena, Stavanger, Noruega                 | República d'Irlanda | 1–0      | Copa Mundial Femenina de Futbol 2019 classificatori                                  |
| 23  | 17 gener 2019          | La Manga Club Football Stadium, La Manga, Espanya | Escòcia             | 1–3      | Amistós                                                                              |
| 24  | 17 gener 2019          | La Manga Club Football Stadium, La Manga, Espanya | Escòcia             | 1–3      | Amistós                                                                              |
| 25  | 6 març 2019            | Estadio Bela Vista Parchel, Algarve, Portugal     | Polònia             | 0–3      | Copa d'Algarve 2019                                                                  |
| 26  | 17 juny 2019           | Stade Auguste-Delaune, Reims, França              | Corea del Sud       | 1–2      | Copa Mundial Femenina de Futbol 2019                                                 |
| 27  | 30 agost 2019          | Seaview Stadium, Belfast, Irlanda del Nord        | Irlanda del Nord    | 0–6      | Eurocopa Femenina de Futbol 2022 classificatori                                      |
| 28  | 30 agost 2019          | Seaview Stadium, Belfast, Irlanda del Nord        | Irlanda del Nord    | 0–6      | Eurocopa Femenina de Futbol 2022 classificatori                                      |
| 29  | 30 agost 2019          | Seaview Stadium, Belfast, Irlanda del Nord        | Irlanda del Nord    | 0–6      | Eurocopa Femenina de Futbol 2022 classificatori                                      |
| 30  | 3 setembre 2019        | Brann Stadion, Bergen, Noruega                    | Anglaterra          | 2–1      | Amistós                                                                              |
| 31  | 4 octubre 2019         | Borisov Arena, Borisov, Belarús                   | Belarús             | 1–7      | Eurocopa Femenina de Futbol 2022 classificatori                                      |
| 32  | 4 octubre 2019         | Borisov Arena, Borisov, Belarús                   | Belarús             | 1–7      | Eurocopa Femenina de Futbol 2022 classificatori                                      |
| 33  | 8 octubre 2019         | Tórsvøllur Stadium, Tórshavn, Illes Fèroe         | Illes Fèroe         | 0–13     | Eurocopa Femenina de Futbol 2022 classificatori                                      |
| 34  | 8 octubre 2019         | Tórsvøllur Stadium, Tórshavn, Illes Fèroe         | Illes Fèroe         | 0–13     | Eurocopa Femenina de Futbol 2022 classificatori                                      |
| 35  | 8 octubre 2019         | Tórsvøllur Stadium, Tórshavn, Illes Fèroe         | Illes Fèroe         | 0–13     | Eurocopa Femenina de Futbol 2022 classificatori                                      |
| 36  | 8 novembre 2019        | SR-Bank Arena, Stavanger, Noruega                 | Irlanda del Nord    | 6–0      | Eurocopa Femenina de Futbol 2022 classificatori                                      |
| 37  | 8 novembre 2019        | SR-Bank Arena, Stavanger, Noruega                 | Irlanda del Nord    | 6–0      | Eurocopa Femenina de Futbol 2022 classificatori                                      |
| 38  | 10 març 2020           | Estádio Algarve, Faro, Portugal                   | Nova Zelanda        | 2–1      | Copa d'Algarve 2020                                                                  |
| 39  | 16 de setembre de 2021 | Ullevaal Stadion, Oslo, Noruega                   | Armènia             | 10-0     | Copa Mundial Femenina de Futbol 2023 classificatori                                  |
| 40  | 16 de setembre de 2021 | Ullevaal Stadion, Oslo, Noruega                   | Armènia             | 10-0     | Copa Mundial Femenina de Futbol 2023 classificatori                                  |
| 41  | 16 de setembre de 2021 | Ullevaal Stadion, Oslo, Noruega                   | Armènia             | 10-0     | Copa Mundial Femenina de Futbol 2023 classificatori                                  |
| 42  | 12 d'abril de 2022     | Ullevaal Stadion, Oslo, Noruega                   | Polònia             | 2-1      | Copa Mundial Femenina de Futbol 2023 classificatori                                  |